# 中国人民政治协商会议杭州市委员会
中国人民政治协商会议杭州市委员会（简称政协杭州市委员会、杭州市政协），是中国人民政治协商会议在浙江省杭州市的地方组织。

## 历史沿革
1950年1月，杭州市第一届各界人民代表会议第三次会议产生杭州市各界人民代表会议协商委员会。1950年1月至1955年12月，历经三届。1955年12月，召开中国人民政治协商会议浙江省杭州市第一届委员会第一次全体会议。
1966年文化大革命开始后被停止活动。1981年12月，市政协召开第四届委员会第一次会议，标志着政协组织的正式恢复。

## 机构设置
中国人民政治协商会议杭州市第十一届委员会设置以下机构：
办公厅
- 秘书处
- 综合处
- 人事处
- 离退休干部管理处
- 行政处

研究室
- 理论处
- 信息处
- 宣传处

专门工作委员会
- 提案委员会
- 委员工作委员会
- 经济委员会
- 农业和农村委员会
- 城市建设和人口资源环境委员会
- 教育科技文化卫生体育委员会
- 社会法制和民族宗教委员会
- 港澳台侨和外事委员会
- 文化文史和学习委员会

## 历届委员会
第一届
- 任期：1955年12月－1960年1月
- 主席：王平夷
- 副主席：商向前、胡天民、胡海秋、余森文
- 秘书长：商向前、林如云

第二届
- 任期：1960年1月－1962年9月
- 主席：王平夷
- 副主席：张世祥、商向前、胡天民、余森文、吴去非、孙道夫、郑志新
- 秘书长：罗永法

第三届
- 任期：1962年9月－1981年12月
- 主席：王平夷
- 副主席：胡景瑊、钟毓龙、张世祥、吴去非、孙道夫、郑志新、罗永法、商向前、余森文、邓鄂、郭仲选
- 秘书长：罗永法、郭仲选

第四届
- 任期：1981年12月－1987年5月
- 主席：陈安羽 → 周峰
- 副主席：郭仲选、商向前、邓鄂、余森文、孙道夫、肖冰、罗永法、刘晔、计克敏、祝更生、金才观、高来宾、黄宏煦、黄少希、江敦厚、张学理、胡天民、徐祖潮、陆祖德、项秀文、黄致甲
- 秘书长：郭仲选、林鑑川

第五届
- 任期：1987年6月－1992年5月
- 主席：徐浦祯
- 副主席：陆祖德、张学理、郁简、肖冰、刘晔、孙鸿垣、蔡继绍、徐祖潮、黄宏煦、江敦厚、项秀文、黄致甲、邵义彬
- 秘书长：林鑑川

第六届
- 任期：1992年5月－1997年3月
- 主席：陆祖德
- 副主席：周玉玲、郁简、孙鸿垣、蔡继绍、徐祖潮、陈端、缪开寿、金裕松、李明法、陈士良
- 秘书长：宋孝璋

第七届
- 任期：1997年3月－2002年4月
- 主席：虞荣仁
- 副主席：沈者寿、熊恩生、李明法、陈士良、胡克昌、施锦祥、徐兆骥、鲍世甲、董燮清、卜昭晖、管竹苗
- 秘书长：宋孝璋、赵纪来

第八届
- 任期：2002年4月－2007年4月
- 主席：虞荣仁
- 副主席：马时雍、施锦祥、蒋福弟、鲍世甲、曾东元、俞国庆、陈振濂、韩国熹、郁嘉玲
- 秘书长：徐泉海

第九届
- 任期：2007年4月－2012年4月
- 主席：孙忠焕[3]
- 副主席：朱报春、张鸿建、俞国庆、郁嘉玲、董建平、赵光育、吴正虎、朱祖德、张必来
- 秘书长：王玉明

第十届
- 任期：2012年4月－2017年4月
- 主席：叶明[4]
- 副主席：张鸿建、何关新、董建平、赵光育、朱祖德、张必来、汪小玫、叶鉴铭
- 秘书长：何关新（兼） → 王叶林（2014年3月任[5]） → 陈晨（2016年2月任[6]）

第十一届
- 任期：2017年4月－2022年3月
- 主席：潘家玮[7] → 马卫光
- 副主席：翁卫军、汪小玫、叶鉴铭、谢双成（2019年1月[8]－）、陈永良、王立华、周智林、胡伟（2017年4月－2019年1月）、冯仁强
- 秘书长：陈晨 → 金翔（2019年1月－）

第十二届
- 任期：2022年3月－
- 主席：马卫光[9]
- 副主席：许明、毛溪浩、陈新华、冯仁强、陈国妹、郭清晔、宦金元（－2023年2月）、林革、陈如根（2025年5月－）
- 秘书长：柴世民